# Rubber Soul
Rubber Soul (укр. Гумова душа) — шостий студійний альбом гурту The Beatles, випущений наприкінці 1965 року. На думку багатьох музикознавців, саме з альбому Rubber Soul у творчості групи почалися корінні зміни, які привели до розвитку безлічі незвичайних течій у рок-музиці. Наприклад, у пісні «Norwegian Wood (This Bird Has Flown)» Джордж Харрісон вперше використав індійський інструмент ситару, що пізніше привело до народження рага-року — різновиду рок-музики, у якій ключову роль грають індійські інструменти.
На альбомі Rubber Soul музиканти уперше записали пісні, виконання на сцені яких через свою технічну складність було надзвичайно важким. Найяскравищим прикладом стала пісня «Nowhere Man», у записі якої використалося багаторазове накладення вокалу — на концертах «Nowhere Man» звучала набагато простіше, ніж на альбомі.
Більша частина пісень була традиційно написана Джоном Ленноном і Полом Маккартні, пісня «What Goes On» написана у співавторстві з Рінго Старром, Джордж Гаррісон написав для альбому пісні «Think For Yourself» і «If I Needed Someone».

## Список композицій
1. Drive My Car (Леннон/Маккартні)
2. Norwegian Wood (This Bird Has Flown) (Леннон/Маккартні)
3. You Won't See Me (Леннон/Маккартні)
4. Nowhere Man (Леннон/Маккартні)
5. Think for Yourself (Харрісон)
6. The Word (Леннон/Маккартні)
7. Michelle (Леннон/Маккартні)
8. What Goes On (Леннон/Маккартні/Старр)
9. Girl[en] (Леннон/Маккартні)
10. I'm Looking Through You (Леннон/Маккартні)
11. In My Life (Леннон/Маккартні)
12. Wait (Леннон/Маккартні)
13. If I Needed Someone (Харрісон)
14. Run for Your Life (Леннон/Маккартні)

## Цікаві факти
В честь альбому названий персонаж Rubber Soul, який є другорядним антагоністом в манзі і аніме JoJo's Bizzare Adventure: Stardust Crusaders.